# Implicent prosty
Implicent prosty to implicent, który pomniejszony o dowolny literał przestaje być implicentem.
Równoznacznie: 
- w kontekście metody Karnaugha implicentem prostym jest taki implicent rzędu k, który nie może zostać rozszerzony do implicentu rzędu k+1;
- w kontekście metody Quine’a-McCluskeya implicentem prostym jest taki implicent, który nie wchodzi w skład implicentu wyższego rzędu;

Funkcja z tabelą prawdy:
| indeks | x2 x1 x0 | wartość funkcji | makstermy                                                            |
| ------ | -------- | --------------- | -------------------------------------------------------------------- |
| 0      | 0 0 0    | 1               |                                                                      |
| 1      | 0 0 1    | 0               | {\displaystyle x_{2}\vee x_{1}\vee {\bar {x}}_{0}}                   |
| 2      | 0 1 0    | 0               | {\displaystyle x_{2}\vee {\bar {x}}_{1}\vee x_{0}}                   |
| 3      | 0 1 1    | 1               |                                                                      |
| 4      | 1 0 0    | 0               | {\displaystyle {\bar {x}}_{2}\vee x_{1}\vee x_{0}}                   |
| 5      | 1 0 1    | 0               | {\displaystyle {\bar {x}}_{2}\vee x_{1}\vee {\bar {x}}_{0}}          |
| 6      | 1 1 0    | 1               |                                                                      |
| 7      | 1 1 1    | 0               | {\displaystyle {\bar {x}}_{2}\vee {\bar {x}}_{1}\vee {\bar {x}}_{0}} |

posiada:
- 1 implicent prosty rzędu 0 (maksterm): 
  - (2) = {\displaystyle x_{2}\vee {\bar {x}}_{1}\vee x_{0}}
- 3 implicenty rzędu 1:
  - (1,5) = {\displaystyle x_{1}\vee {\bar {x}}_{0}}
  - (4,5) = {\displaystyle {\bar {x}}_{2}\vee x_{1}}
  - (5,7) = {\displaystyle {\bar {x}}_{2}\vee {\bar {x}}_{0}}